# Arleigh Burke
Arleigh Albert Burke (Boulder, 19 de octubre de 1901-Virginia, 1 de enero de 1996) fue un militar estadounidense. Alcanzó el grado de almirante de la Armada de los Estados Unidos y ejerció como el 15.º jefe de Operaciones Navales entre 1955 y 1961. 

## Biografía
Nació en Boulder, Colorado, el 19 de octubre de 1901.
Participó en la Segunda Guerra Mundial como comandante del escuadrón de destructores 23, a bordo del USS Charles Ausburne. Después fue jefe de Estado Mayor del almirante Marc A. Mitscher, comandante de un grupo de batalla de portaaviones.
En 1955, fue ascendido a almirante y asumió el cargo de jefe de Operaciones Navales. Durante su jefatura se produjo la guerra del canal del Suez de 1956 y la invasión de la bahía de Cochinos de 1961, entre otros.
Pasó al retiro en 1961; y murió el 1 de enero de 1996 en Virginia. En su honor la Armada nombró al destructor USS Arleigh Burke (DDG-51).